# Graine de cotonnier

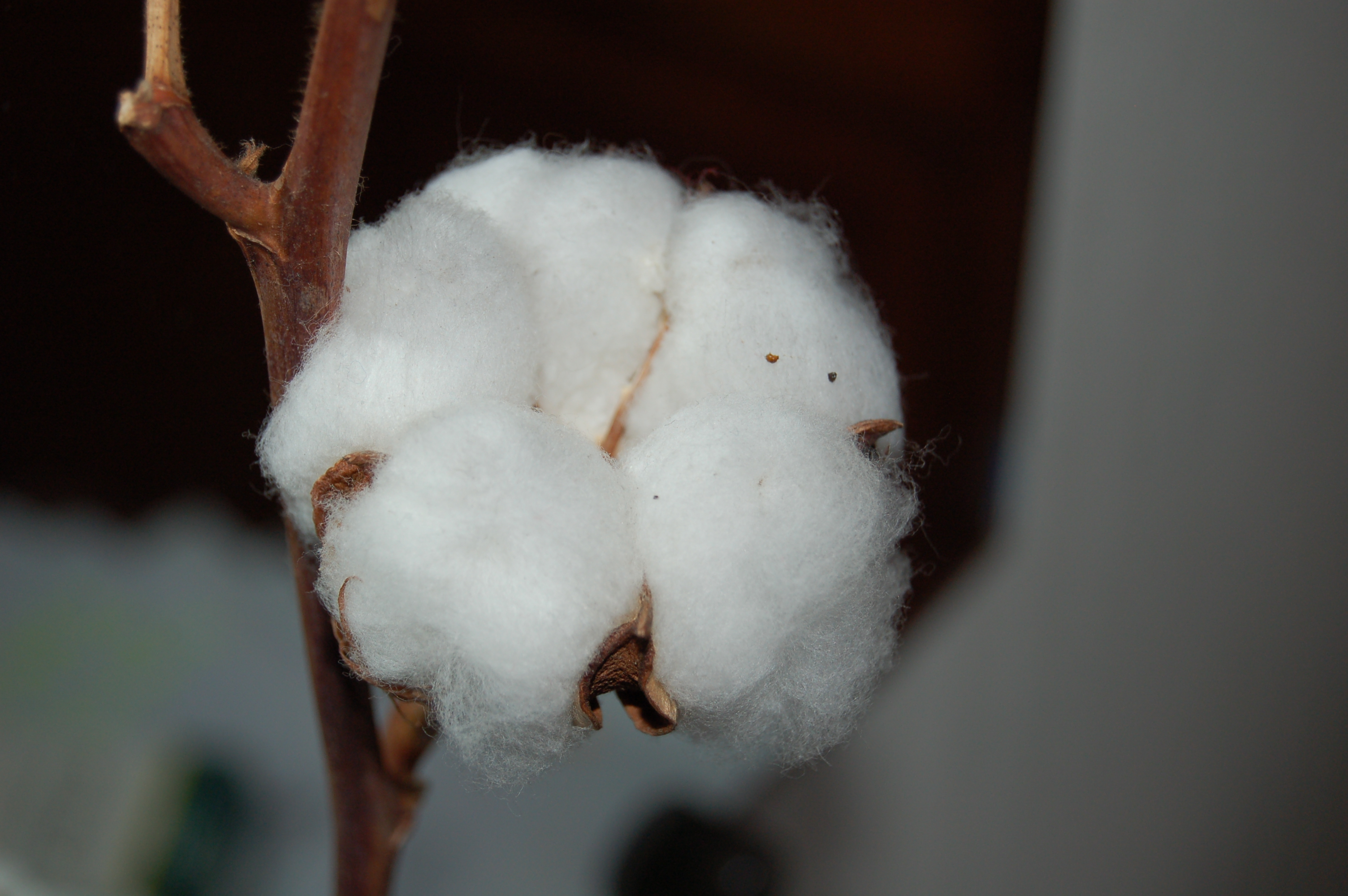
Les graines de cotonnier sont entourées de fibres qui se développent sur l'épiderme de la graine.

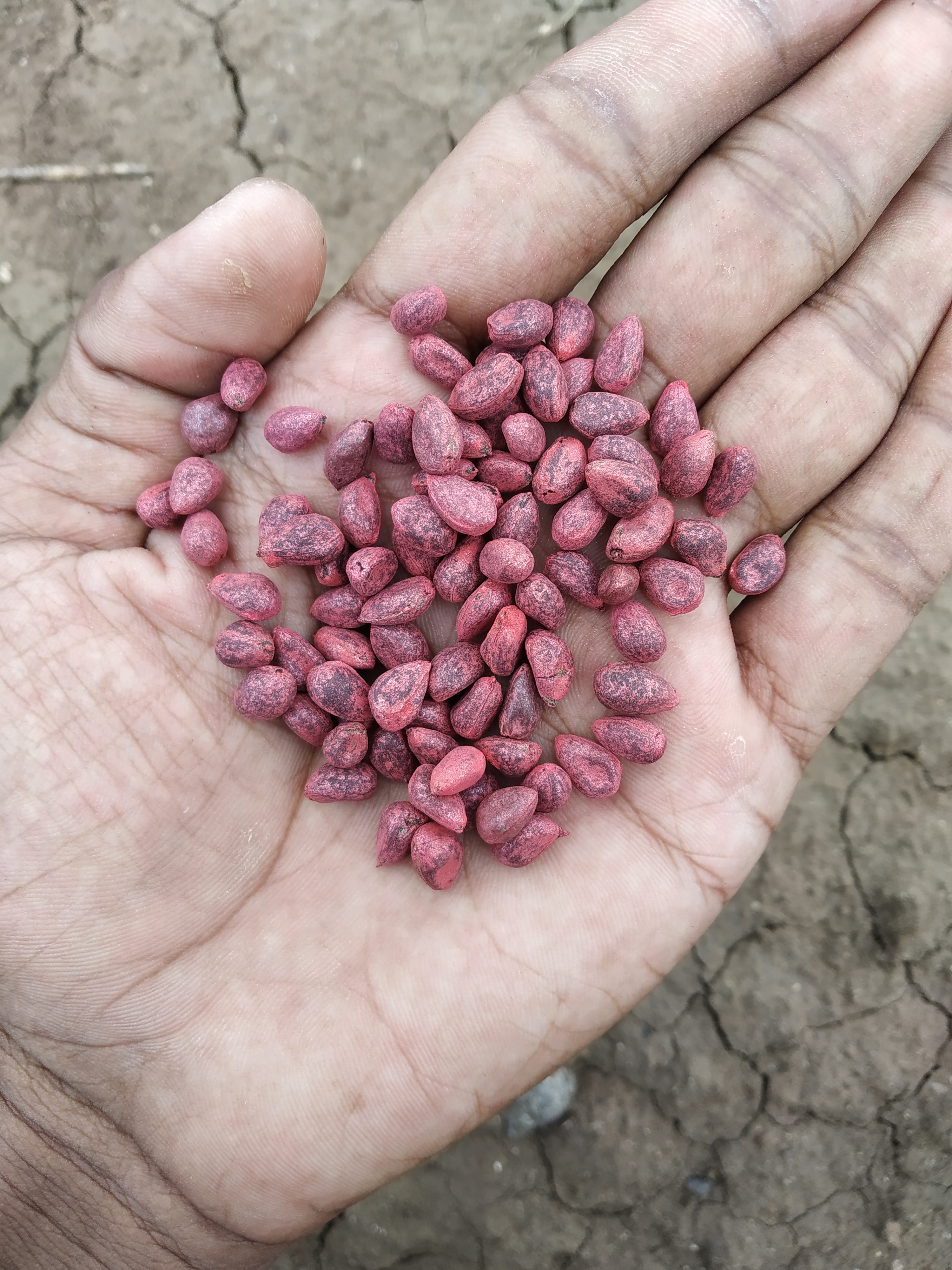
Graines de cotonnier hybrides Bollgard II (Inde).

La graine de cotonnier, graine de coton ou coton-graine, est la graine provenant de cultures d'une des quatre espèces de cotonniers cultivés, toutes du genre Gossypium et dont la plus importante est  Gossypium hirsutum. Elle possède un potentiel économique et se distingue en cela de celle des autres plantes appelées cotonniers, sauvages ou cultivés.
Au moment de la récolte, les graines de cotonniers sont contenues dans des capsules ovoïdes déhiscentes, composées de quatre ou cinq loges contenant chacune de six à douze graines. 

## Caractéristiques et composition
La graine de cotonnier, de forme ovoïde, mesurant de 3,5 à 10 mm de long, se caractérise par la présence de fibres de cellulose qui l'entourent complètement. Chaque graine compte des milliers de fibres, on en a dénombré de 5000 à 10 000 par graine. Ce sont en réalité des trichomes unicellulaires, qui sont des excroissances des cellules épidermiques. Chez les espèces de coton cultivées, les trichomes se différencient en deux types distincts : les fibres longues (lint) qui se détachent facilement des graines et les fibres courtes (linter ou duvet) qui  adhèrent fortement aux graines.
Les fibres sont naturellement blanches ou colorées (par exemple en marron, noir, rouge, kaki, rose, acajou, jaune, vert grisâtre),.
La longueur des fibres varie selon les espèces et cultivars de cotonniers :
- très courtes, inférieures à 25 mm chez Gossypium arboreum et Gossypium herbaceum, qui représentent  3 à 4 %  de  la production mondiale ;
- moyennes à  longues, 25 à 32  mm, chez Gossypium  hirsutum (plus de 90 % du coton cultivé) ;
- extra longues, supérieures à 33 mm chez Gossypium barbadense (5 à 7% de la production)[8].

La récolte des graines de cotonnier donne en moyenne 40 % de fibres et 60 % de graines, constituées d’amandes pures pour 50 % de leur masse, et 40 à 45 % de coques, le reste étant représenté par le duvet résiduel ou linter, subsistant sur la graine après l'égrenage. La trituration des graines permet d'en retirer de l'huile et du tourteau.
La graine de cotonnier entière est riche en protéines (environ 22 % de la matière sèche) et lipides (environ 20 %),et contient environ 28 % de fibres brutes, ce qui en fait un aliment énergétique, intéressant en alimentation animale pour les ruminants. Cependant sa teneur élevée en fibres et surtout la présence de gossypol sont des facteurs limitants pour l'alimentation des animaux monogastriques, notamment porcs et volailles.

## Production
La production mondiale de coton non-égrené s'élève à 71,03 millions de tonnes (année 2018) pour une superficie cultivée de 32,42 millions d'hectares, soit un rendement de 2,19 tonnes/ha.
Les cinq premiers pays producteurs, représentant les trois-quarts de la production mondiale, sont les suivants : Chine continentale (17,71 Mt), Inde (14,66), États-Unis (11,43), Brésil (4,96), Pakistan (4,83).
Comparée aux autres graines oléagineuses, la graine de cotonnier se situe au quatrième rang mondial, avec 7,3 % du total mondial (966,5 Mt), après le soja (36,1 %), la noix de palme (28,1 %) et le colza (7,8 %), mais devant la noix de coco (6,4 %), la graine de tournesol (5,4 %), l'arachide (4,8 %) et l'olive (2,2 %). 

## Transformation industrielle

Schéma simplifié des principales opérations de transformation des graines de cotonnier.

La première transformation subie par le coton-graine est l'égrenage, réalisé mécaniquement à l'aide de machines spécialisées, ou égreneuses à coton. Cette opération consiste à séparer les graines des fibres, généralement pour la production de fibres textiles, et dans certains cas pour produire des graines de semence. L'égrenage nécessite de maîtriser le degré d'humidité pour préserver la qualité des fibres et garantir le bon fonctionnement de l'égrenage,.
Les graines issues de l'égrenage sont des graines « vétues », couvertes de duvet ou linter (cependant certains cultivars issus de Gossypium barbadense produisent des graines naturellement dépourvues de linter). Elles sont destinées soit à servir de semence pour les cultures suivantes, soit à la trituration pour en extraire des différents composants utilisés surtout en alimentation humaine ou animale. Les graines de semence sont généralement « délintées » pour en faciliter l'usage, notamment pour permettre le semis mécanisé. Le délintage, qui consiste à enlever le linter, peut se faire par différents moyens : thermiques (brûlage), mécaniques (délinteuses) ou chimiques (à l’aide d’acide sulfurique, concentré ou dilué, ou de gaz chlorhydrique). 